# Šikun Chabad

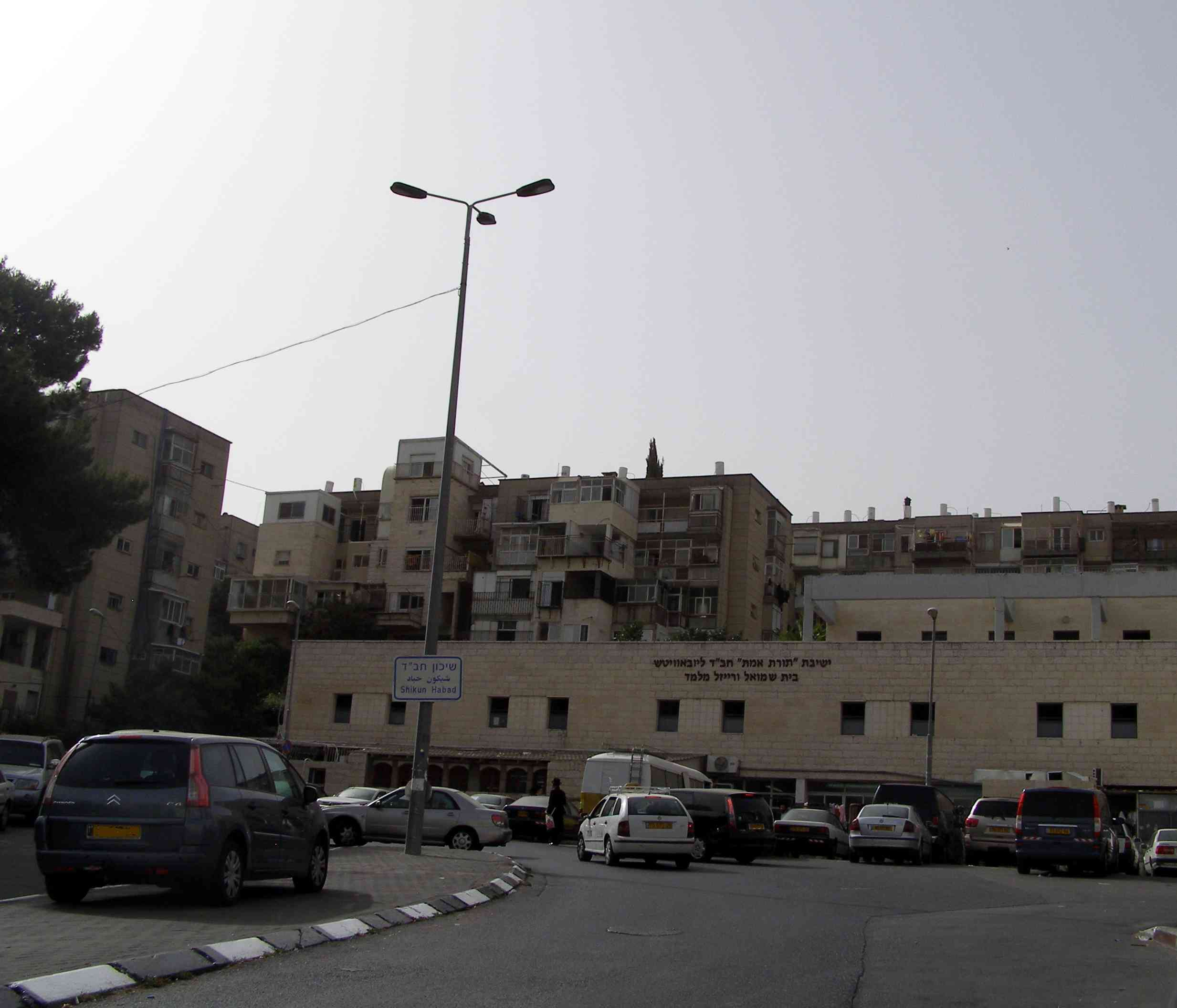
Zástavba v Šikun Chabad

Šikun Chabad (hebrejsky: שיכון חב"ד, doslova Čtvrť Chabadu) je městská čtvrť v severozápadní části Jeruzaléma v Izraeli.

## Geografie
Leží v nadmořské výšce cca 800 metrů, cca 2,5 kilometru severozápadně od Starého Města. Na východě s ní sousedí čtvrť Tel Arza a Šchunat ha-Bucharim (Bucharská čtvrť), na severu Ezrat Tora a Kirjat Sanz, na jihu bývalý Schnellerův sirotčinec a na západě Romema. Skrz Šikun Chabad prochází lokální silnice číslo 417 (ulice Jermijahu). Populace čtvrti je židovská. Jde o ultraortodoxní Židy.